# Pow Wow (groupe)
Pour les articles homonymes, voir Pow wow (homonymie).
 (décembre 2023).
Si vous disposez d'ouvrages ou d'articles de référence ou si vous connaissez des sites web de qualité traitant du thème abordé ici, merci de compléter l'article en donnant les références utiles à sa vérifiabilité et en les liant à la section « Notes et références ».
Pow Wow (parfois écrit Pow woW ou Pow woW sur les pochettes ou les affiches) est un groupe français a cappella de doo-wop, actif entre 1990 et 1996 et sporadiquement par la suite. Il connait un franc succès dans les années 1990 grâce aux tubes Le Chat (pour lequel il reçoit une Victoire de la musique en 1993) et sa reprise du standard Le lion est mort ce soir.

## Biographie

### Les Alligators
Entre 1980 et 1985, Alain Chennevière et Pascal Periz enregistrent un album 25 cm, un EP 45 tours et trois singles, sous le nom des Alligators.

### Pow Wow
En octobre 1990, ils fondent Pow Wow, composé alors d'Alain Chennevière, Ahmed Mouici, Pascal Periz et de Bertrand Pierre, et commencent les répétitions dans plusieurs clubs de Paris (dont Le Palace). Avec un percussionniste uniquement (Yvo Abadi), ils interprètent des chansons a cappella à quatre voix. Les singles Le Chat et Le lion est mort ce soir se classeront respectivement n°1 et n°4 au Top 50. Les deux chansons font partie de l'album Regagner les plaines qui se vend à plus d'un million d'exemplaires.
Moho Chemlakh, guitariste, collabore également en tant qu'arrangeur et chef d'orchestre pour la partie instrumentale dans les années 1990.
Pow Wow est nommé trois fois aux Victoires de la musique 1993. Le groupe fait partie des artistes les plus nommés cette année-là (à égalité avec Michel Jonasz et après Alain Bashung). Il est récompensé pour la chanson Le Chat mais n'obtient pas le prix dans la catégorie « groupe » et celle de l'« album » (Regagner les plaines). Le 27 janvier 1994, Pow Wow participe au concert Les Enfoirés au Grand Rex où le groupe interprète le titre de Simon and Garfunkel Cecilia (avec Michael Jones). Ils figurent sur l'album sorti le 4 novembre suivant.
En 1996, le groupe se sépare. Chaque membre poursuit une carrière solo tout en continuant de se voir et chacun sort plusieurs albums. Ahmed Mouici est également connu pour avoir interprété Ramsès dans la comédie musicale Les Dix Commandements en 2000,.
David Mignonneau rejoint le groupe lors de sa reformation en 2005, en lieu et place de Bertrand Pierre. Le groupe sort un album, Chanter, et continue de tourner dans toute la France. En 2016, à l'occasion de la tournée française de Top 50, Partez en Live qui réunit plusieurs groupes et artistes des années 1980-1990, Alain Chennevière, Pascal Periz et Bertrand Pierre sont accompagnés par Laura Mayne, du duo des Native,,. Pascal Periz, le chanteur et cofondateur du groupe, met fin à ses jours le 10 décembre 2023,.

## Membres
- Alain Chennevière (1990-2016)
- Ahmed Mouici (1990-2006)
- Pascal Periz (1990-2015) (décédé en 2023)
- Bertrand Pierre (1990-1996, 2006-2016)
- David Mignonneau  (2006)
- Yvo Abadi (percussions, 1990-1996)

## Discographie

### Albums studio
- 1980 : Rockabillygator (sous Les Alligators)
- 1992 : Regagner les plaines
- 1993 : Comme un guetteur
- 1995 : Pow Wow
- 1995 : Quatre
- 1998 : Master série (compilation)
- 2006 : Chanter

### Singles
- 1992 : Le Chat
- 1992 : Le lion est mort ce soir

## Récompense et nominations
- Victoires de la musique 1993

### Récompense
- Victoire de la musique de la chanson Le Chat

### Nominations
- Victoire de la musique, catégorie groupe
- Victoire de la musique de l'album pour Regagner les plaines